# ФК «Арсенал» Тула в сезоне 2014/2015
Сезон 2014/15 — 1-й сезон, который клуб проводит в Российской Футбольной Премьер Лиге.

## Клуб
| Тренерский штаб                    |                       |
| Должность                          | Имя                   |
| Главный тренер                     | Дмитрий Аленичев      |
| Старший тренер                     | Дмитрий Ананко        |
| Тренер по физподготовке            | Олег Саматов          |
| Тренер вратарей                    | Александр Филимонов   |
| Врач                               | Александр Костюченков |
| Массажист                          | Александр Прохоров    |
| Администрация                      |                       |
| Должность                          | Имя                   |
| Президент                          | Петр Кошельников      |
| Генеральный директор               | Андрей Никитин        |
| Заместитель генерального директора | Сергев Лучаев         |
| Сотрудник по работе с болельщиками | Виталий Родионов      |
| Сотрудник по работе с болельщиками | Михаил Максимов       |
| Начальник команды                  | Евгений Булин         |
| Видеооператор                      | Сергей Кирюхин        |
| Пресс-атташе                       | Евгений Овсянников    |

## Трансферы 2014/15

### Лето

#### Пришли
| Поз. | Игрок            | Прежний клуб          |
| ---- | ---------------- | --------------------- |
| Защ  | Евгений Осипов   | Уфа (Уфа)             |
| Защ  | Лукаш Тесак      | Торпедо (Москва)      |
| П/з  | Александр Зотов* | Спартак (Москва)      |
| НП   | Максим Вотинов   | Балтика (Калининград) |
| НП   | Артур Малоян*    | Шинник (Ярославль)    |

#### Ушли
| №   | Игрок             | Новый клуб        |
| --- | ----------------- | ----------------- |
| Защ | Предраг Кашчелан  | Химик (Дзержинск) |
| П/з | Павел Сергеев     | Арсенал-2 (Тула)  |
| П/з | Александр Котенко | Арсенал-2 (Тула)  |
| П/з | Александр Крючков | свободный агент   |
| П/з | Дмитрий Шилов*    | Химик (Дзержинск) |
| НП  | Павел Белянин     | Арсенал-2 (Тула)  |
| НП  | Сергей Степанов   | Арсенал-2 (Тула)  |

* В аренду  

** Из аренды  

*** Свободный агент 

### Зима

#### Пришли
| Поз. | Игрок              | Прежний клуб            |
| ---- | ------------------ | ----------------------- |
| Вр   | Ян Муха*           | Крылья Советов (Самара) |
| Защ  | Анри Хагуш         | БАТЭ (Борисов)          |
| П/з  | Владимир Корытько* | Шинник (Ярославль)      |
| Вр   | Алексей Скорняков  | Сокол (Саратов)         |
| Нп   | Костя Флорин       | ЧФР                     |

#### Ушли
| №   | Игрок                | Новый клуб            |
| --- | -------------------- | --------------------- |
| П/з | Сергей Игнатьев      | Иртыш (Павлодар)      |
| П/з | Александр Макаренко* | Балтика (Калининград) |
| НП  | Максим Вотинов       | Тосно                 |
| НП  | Алексей Базанов*     | Балтика (Калининград) |

* В аренду  

** Из аренды  

*** Свободный агент 